# Favolus
Favolus is een geslacht in de familie Polyporaceae. De typesoort is Favolus brasiliensis.  De vruchtlichamen van Favolus-soorten zijn vlezig met radiaal geplaatste poriën aan de onderkant van de hoed die hoekig en diep ontpit zijn, enigszins lijkend op een honingraat.

## Taxonomie
De natuuronderzoeker Palisot de Beauvois was de eerste die de naam Favolus gebruikte in zijn werk Flore d'Oware et de Benin, en Afrique uit 1805. Zijn typesoort was Favolus hirtus, een schimmel die voor het eerst werd verzameld in Afrika. Elias Magnus Fries gebruikte de naam als een onderklasse van Polyporus in 1821. Zeven jaar later gebruikte Fries de naam Favolus voor een ander geslacht, met de tropische soort F. brasiliensis als type. Fries 'concept van het geslacht werd later geaccepteerd toen het werd gepubliceerd in een van de meest toonaangevende werken van de mycologie. Favolus hirtus heet nu Trametes hirta, en Beauvois' concept van Favolus' wordt in synoniem geplaatst met Trametes. De geslachtsnaam Favolus is afgeleid van het Latijnse "favus" dat honingraat betekent.
Tot voor kort werd Favolus in veel werken beschouwd als synoniem met Polyporus. Op basis van moleculaire fylogenetische analyse bleek dat Favolus-soorten twee geslachten vormden, en verschillende soorten werden in 2013 overgebracht naar Neofavolus. Deze reorganisatie werd geaccepteerd en geverifieerd in latere studies.

## Beschrijving
De vruchtlichamen van Favolus-schimmels zijn eenjarig en hebben een steel die zijdelings is geplaatst. De vorm van de hoed is spatelvormig (met een breed, afgerond uiteinde), reniform (niervormig) tot dimidiaat (verdeeld in twee gelijke delen). De textuur van het oppervlak van de hoed kan glad zijn of minieme haartjes hebben, soms met stijve plukjes of stekelige schubben naar de basis toe. Vaak met radiale groeven, is het hoedoppervlak variabel van kleur. De steel is cilindrisch tot afgeplat of verkleind. Het interne weefsel van het vruchtlichaam (context) heeft een taaie en vlezige tot leerachtige textuur als het jong is, en wordt leerachtig tot kurkachtig of bros als het gedroogd is. Poriën aan de onderkant van de hoed zijn groot tot klein en regelmatig of radiaal langwerpig.
Favolus heeft een dimitisch hyfensysteem, dat zowel generatieve als skelethyfen bevat. De generatieve hyfen zijn met of zonder gespen. Skelethyfen zijn meestal dominant, boomvormig (boomachtig) en hyaliene. De cuticula van de hoed is niet gedifferentieerd in afzonderlijke lagen; indien aanwezig omvat het niet-geagglutineerde parallelle hyfen die tot 50 μm dik zijn. Basidia zijn knotsvormig, vier-sterigma. Sporen zijn cilindrisch tot schuitvormig (bootvormig), dunwandig, glad en hyaliene.
Favolus verschilt van Neofavolus in de kenmerken van het hoedoppervlak. Bij Neofavolus is het glad tot schilferig, met een cutis gemaakt van hyaliene tot bruine, parallelle en geagglutineerde, generatieve hyfen die verschillen van contextuele hyfen, die voornamelijk bestonden uit niet-geagglutineerde skeletbindende hyfen.

## Soorten
Volgens Index Fungorum telt het geslacht 37 soorten (peildatum februari 2023):
| Soortnaam                    | Auteur(s)                                        | Publicatiejaar |
| ---------------------------- | ------------------------------------------------ | -------------- |
| Favolus acervatus            | (Lloyd) Sotome & T. Hatt.                        | 2012           |
| Favolus africanus            | Lloyd                                            | 1923           |
| Favolus albidus              | Massee                                           | 1902           |
| Favolus albostipes           | (Ryvarden & Iturr.) Zmitr. & Kovalenko           | 2016           |
| Favolus albus                | Lloyd                                            | 1936           |
| Favolus argentinensis        | Speg.                                            | 1909           |
| Favolus beelii               | Hendr.                                           | 1948           |
| Favolus bengala              | Bose                                             | 1922           |
| Favolus biskeletalis         | (Corner) Zmitr. & Kovalenko                      | 2016           |
| Favolus curtipes             | Berk. & M.A. Curtis                              | 1849           |
| Favolus elongoporus          | (Drechsler-Santos & Ryvarden) Zmitr. & Kovalenko | 2016           |
| Favolus eos                  | (Corner) Zmitr.                                  | 2018           |
| Favolus fuscolineatus        | (Berk. & Broome) M.D. Barrett                    | 2019           |
| Favolus grammocephalus       | (Berk.) Imazeki                                  | 1943           |
| Favolus ianthinus            | (Gibertoni & Ryvarden) Zmitr. & Kovalenko        | 2016           |
| Favolus intestinalis         | Berk.                                            | 1851           |
| Favolus maxonii              | (Murrill) Sacc. & Trotter                        | 1912           |
| Favolus microporus           | (Murrill) Sacc. & D. Sacc.                       | 1905           |
| Favolus niger                | Lloyd                                            | 1936           |
| Favolus niveus               | Jun L. Zhou & B.K. Cui                           | 2017           |
| Favolus parviporus           | Lloyd                                            | 1922           |
| Favolus philippinensis       | (Berk.) Sacc.                                    | 1888           |
| Favolus pseudobetulinus      | (Murashk. ex Pilát) Sotome & T. Hatt.            | 2012           |
| Favolus pseudoemerici        | Jun L. Zhou & B.K. Cui                           | 2017           |
| Favolus pseudogrammocephalus | Palacio & Drechsler-Santos                       | 2021           |
| Favolus pseudoprinceps       | (Murrill) Sacc. & Trotter                        | 1912           |
| Favolus radiatifibrillosus   | Palacio & R.M. Silveira                          | 2021           |
| Favolus rugulosus            | Palacio & R.M. Silveira                          | 2021           |
| Favolus saltensis            | Speg.                                            | 1898           |
| Favolus septatus             | Jun L. Zhou & B.K. Cui                           | 2017           |
| Favolus subspathulatus       | Lloyd                                            | 1936           |
| Favolus subtropicus          | Jun L. Zhou & B.K. Cui                           | 2017           |
| Favolus taxodii              | (Murrill) Sacc. & D. Sacc.                       | 1905           |
| Favolus tenuiculus           | P. Beauv.                                        | 1806           |
| Favolus tessellatulus        | (Murrill) Sacc. & D. Sacc.                       | 1905           |
| Favolus trigonus             | Lloyd                                            | 1924           |
| Favolus yanomamii            | Palacio & Menolli                                | 2021           |